# Anathallis ourobranquensis
Anathallis ourobranquensis là một loài lan.